# Nagroda imienia Władisława Trietjaka
Nagroda imienia Władisława Trietjaka (ros. Приз имени Владислава Третьяка; wzgl. Приз «Лучшему вратарю» – Nagroda „Najlepszemu Bramkarzowi”) – nagroda przyznawana corocznie najlepszemu bramkarzowi w sezonie zasadniczym rosyjskich rozgrywek hokeja na lodzie MHL.
Wyróżnienie nazwano imieniem i nazwiskiem bramkarza Władisława Trietjaka.

## Nagrodzeni
| Sezon     | Zawodnik           | Klub                         | Dorobek w sezonie zasadniczym                                                         |
| --------- | ------------------ | ---------------------------- | ------------------------------------------------------------------------------------- |
| 2009/2010 | Dmitrij Wołoszyn   | Stalnyje Lisy Magnitogorsk   | skuteczność interwencji 92,5% i średnia goli straconych na mecz 1,79 w 40 spotkaniach |
| 2010/2011 | Rafael Chakimow    | Tołpar Ufa                   | skuteczność interwencji 92,4% i średnia goli straconych na mecz 2,05 w 54 spotkaniach |
| 2011/2012 | Eduard Riejzwich   | Omskie Jastrieby             | skuteczność interwencji 93,2% i średnia goli straconych na mecz 1,69 w 35 spotkaniach |
| 2012/2013 | Wasilij Diemczenko | Biełyje Miedwiedi Czelabińsk | skuteczność interwencji 92,4% i średnia goli straconych na mecz 2,23 w 53 spotkaniach |
| 2013/2014 | Iwan Boczarow      | HK MWD                       | skuteczność interwencji 93,0% i średnia goli straconych na mecz 1,90 w 44 spotkaniach |
| 2014/2015 | Jegor Nazarow      | Biełyje Miedwiedi Czelabińsk | skuteczność interwencji 93,2% i średnia goli straconych na mecz 2,23 w 44 spotkaniach |
| 2016/2017 | Konstantin Wołkow  | SKA-1946 Sankt Petersburg    | skuteczność interwencji 93,4% i średnia goli straconych na mecz 1,74 w 36 spotkaniach |
| 2017/2018 | Nikita Łysienkow   | SKA-1946 Sankt Petersburg    | skuteczność interwencji 93,9% i średnia goli straconych na mecz 1,46 w 38 spotkaniach |